# Carlos Padilla López
Carlos Manuel Padilla López (Montería, Córdoba, 16 de julio de 1991) es un futbolista colombiano. Juega como centrocampista o lateral derecho y su equipo actual es Fundación Atlético El Vigía Fútbol Club de la Segunda División de Venezuela.

## Trayectoria
Nacido en Montería, Córdoba, llegó a Millonarios en 2009. En la temporada 2012-13 formó parte del primer equipo de Millonarios Fútbol Club, donde disputó varios partidos en la Categoría Primera A. En la temporada 2014-15 fichó por el Deportivo Petare Fútbol Club, donde disputó la Primera División de Venezuela e hizo su debut el 18 de octubre de 2015. También disputó la Copa Colombia.
En la temporada 2021-22 fue fichado por el Fundación Atlético El Vigía Fútbol Club e hizo su debut en la Segunda División de Venezuela el 17 de julio de 2022.

## Clubes
| Club                                    | País      | Temporada |
| --------------------------------------- | --------- | --------- |
| Millonarios Fútbol Club                 | Colombia  | 2011-2013 |
| Deportivo Petare Fútbol Club            | Venezuela | 2014-2015 |
| Fundación Atlético El Vigía Fútbol Club | Venezuela | 2021-2022 |

## Palmarés

### Campeonatos nacionales
| Título              | Club        | País     | Año  |
| ------------------- | ----------- | -------- | ---- |
| Torneo Finalización | Millonarios | Colombia | 2012 |